# Прокопенко Гаврило Никифорович
Гаврило Никифорович Прокопенко (6 червня 1922 , с. Жданівка, Магдалинівський район, Дніпропетровська область, Українська РСР — 13 червня 2004, Дніпропетровськ, Україна) — український поет, перекладач. 

## Життєпис
З родини селян: батько, Никифор Гаврилович (1889 – 1970), був учасником І Світової війни, знався на конярстві, садівництві, городництві; мати, Марія Сергіївна (1890 – 1974), знала багато пісень і сама їх складала. У дитинстві Гаврило Никифорович пережив голод: вимерла третина рідного села. Уже в підлітковому віці розумів, що влада злочинна: це вона організувала голод. Його свідчення опубліковані в книзі "33-й: голод. Народна книга-меморіал" (1991). 
1941 р. закінчив середню школу з «золотим» атестатом і вступив до Севастопольського військово-морського артилерійського училища. 1941 – 1942 рр. обороняв Севастополь, відтак служив на Далекому Сході, учасник війни з Японією. Нагороджений бойовими орденами і медалями. Продовжив навчання в Ленкорані, на Байкалі, у Владивостоку. У 1945 – 1950 та 1954 – 1957 рр. служив у береговій артилерії Військово-Морського флоту на Чукотці, в Севастополі, на Курилах, Камчатці, в Поті. 1952 р. вступив у КПРС. Перші публікації віршів – 1944 р. в газеті Тихоокеанського флоту «Боєвая вахта» – у перекладах на російську мову. 
1945 р. Гаврило Никифорович виїздив з Владивостока на Чукотку. На кораблі познайомився з Іриною Миколаївною Шелудяковою, родом з краю Єсеніна, яка закінчила в Москві Вищу школу полярних працівників і їхала далі на Північ. Прокопенко в бухті Провидіння заявив: "Або зі мною тут залишаєшся, або зараз кинусь за борт, де акули за кораблем ідуть зграєю". Сплатив «калим»: повернув державі стипендію Ірини. 1946 р. в них народився син Павло, 1948 – дочка Наталка. 

Гаврило Никифорович завжди почувався українцем. Ще з Севастополя возив з собою «Русско-украинский словарь» 1925 р. видання. Розмовляв з матросами українською мовою, просував їх на посади. Навчив української мови дружину-росіянку: вона написала для дітей 3 книжки російською і 11 книжок українською мовою, перекладає з російської, словацької мов. 
Заробивши військову пенсію, Прокопенко в чині майора 1960 р. звільнився у запас, повернувся в рідний край. Працював контролером на Південному машинобудівному заводі. Одного разу виявив серед «обтирочного матеріалу» українські вишивки. Вибрав їх і показував робітникам: мабуть, це був одяг репресованих галичан. Збирав матеріали про голод 1932 – 1933 рр. Мама чесно розповідала, інші боялися. Це стало відомо КДБ і партійцям – почалися «проробки». З ракетного цеху його як «неблагонадійного» перевели в тракторний.
1960 р. Гаврило Никифорович: вступив на заочне відділення філологічного факультету Дніпропетровського університету. Проректор питав: "А чому ви йдете на філфак, на українське відділення? Є фіз-тех. Країні потрібні фізики." Гаврило Никифорович відповів: "Тому що люблю українську мову. У мене викреслено 15 років життя. Після війни я роблю не те, що потрібно". Через рік проректор похвалив Гаврила Никифоровича: «Ви справжній філолог». 1966 р. закінчив університет з відзнакою. Викладав у вечірній школі українську мову і літературу з 1964 до 1977 р.. 
1965 р. звернувся з листом до Олеся Гончара, у якому вболівав за долю української мови, писав про занепад її викладання, асиміляцію українців. 1966 р. був уперше суворо попереджений КДБ за «націоналістичні прояви в педагогічній та літературній діяльності».
В університеті познайомився на літоб`єднанні з Іваном СОКУЛЬСЬКИМ, з поетом Михайлом ЧХАНОМ, з яким подружив. Якось 1968 р., повертаючись із Павлограду з "Поетичного травня", заспівав в автобусі з М. ЧХАНОМ "Ще не вмерла Україна" (варіант тексту і мелодію Пркопенко знав від мами). Підхопили інші. Назавтра кадебіст А. Тутик переказав: "Пойдите и скажите Чхану и Прокопенко, что за ними давно уже тюрьма плачет". 
Коли 1968 р. розпочалася кампанія паплюження роману "Собор" О. Гончара, П. написав статтю "Повітря, вода і хліб народу", у якій навсупір оббріхувачам Г. Дігтяренкові та «філософові» І. Морозу доводив, що О. Гончар написав правду, і відніс статтю редакторові газети "Зоря" Петрові Орлику. Стаття опинилася «на контролі» у першого секретаря обкому КПУ О. Ватченка, який 30.05. 1968 р. передав її до слідчої частини. Її ані опублікували, ані повернули. Натомість партійні збори школи № 37 розглянули персональну справу П., звіль-нили його з посади заступника секретаря партійної організації школи і запропонували виключити партії. Його звинуватили у написанні «ідейно шкідливого вірша» «Чорні дні Батурина і Кодні», у підтриманні зв`язку з профілактованими О. ЗАВГОРОДНІМ, І. СОКУЛЬСЬКИМ, М. Романушком. На партійній комісії райкому її члени гукали: «Та він взагалі націоналіст, у нього й мова не дніпропетровська». Секретар Щекотуров додав: "У него и внешность националистическая". Це за довгі вуса. Однак перший секретар наполіг: "Мы Прокопенко не будем исключать из партии – у него военный путь". Оголосили "сувору догану з попередженням". Про цей факт згадано в «Листі творчої молоді Дніпропетровсь-ка».
1969 р. постало питання про "зняття партійного стягнення". Вимагали каяття: "Напиши заяву, що поміняв погляд на "Собор"". – "Цього я ніколи не напишу". Після тривалих зволікань догану таки зняли – без каяття. 
КГБ домагався, щоб Гаврило Никифорович співпрацював з ним, зокрема, щоб доносив на Володимира СІРЕНКА, проти якого фабрикувалася кримінальна «справа». 
Лише зрідка  вдавалося прориватися до друку. Перша збірка віршів "Сонячний вітер" вийшла 1979 р. у видавництві «Промінь» так спотворена цензурою, що він не визнавав її своєю. Упродовж 70 – 80-х рр. П. підготував 10 збірок віршів і подав їх у різні видавництва. Усі вони були відхилені. Перекладав російського поета Дмитра Кедріна – але й переклади повертали з видавництв через «неблагонадійність» перекладача. Його дружина працювала директором письменницького клубу, керувала секцією дитячої літератури обласної письменницької організації, мала десяток книжок, але її через чоловіка не приймали в члени СПУ. Прийняли аж під час «перебудови». 
З КПРС П. вийшов у 1988 році. У зв`язку з цим його і дружину невідомі тероризували нічними дзвінками по телефону і погрожували розправою. Був членом УГС, УРП. 
Під час «перебудови» його твори почали друкувати журнали «Бористен», «Кур`єр Кривбасу», газета «Вільна думка» тощо. Член Спілки письменників з 1997 р.. Власним коштом 1998 р. видав збірку віршів «Лампа на підвіконні», згодом – «Кресало Поезії», книжка прози «Джерельні води». Книжка перекладів з Дмитра Кедріна вийшла посмертно, 2005 р. 
Удова П., письменниця Ірина Прокопенко, лауреат премії ім. В. Підмогильного, живе в Дніпропетровську. Донька Наталка Кожум`яка з чоловіком, інженером-будівельником, з 1970 р. живе на Далекому Сході, вона і дві їхні доньки, Дарина і Анастасія – філологи. Уся родина – в українській громаді. Спілкуються українською. 
Похований П. у Дніпропетровську. 